# Billy James Hargis
Billy James Hargis (* 3. August 1925 in Texarkana; † 27. November 2004 in Tulsa) war ein US-amerikanischer Evangelist und bedeutender Radio- sowie Fernsehprediger des Restoration Movement. Hargis war zudem Verfechter des Antikommunismus und der Rassentrennung. Er veröffentlichte zahlreiche Bücher. Sein Motto lautete: All I want to do is preach Jesus and save America(Alles was ich will, ist, Jesus zu predigen und Amerika zu retten).
Auf dem Höhepunkt seiner Popularität, der in den 1950er und 1960er Jahren lag, wurde sein christlicher Kreuzzugdienst über 500 Radiosender und 250 Fernsehsender ausgestrahlt. Er gründete einen Radiosender, eine Monatszeitschrift und ein College. 1974 wurde Hargis jedoch sexuelles Fehlverhalten vorgeworfen, er wurde jedoch nie angeklagt, und sein College musste 1977 geschlossen werden.

## Biografie
Hargis wurde von Jimmie Earsel Hargis und Laura Lucille Hargis adoptiert. Als der Junge zehn Jahre alt war, war seine Mutter dem Tod nahe. Als seine Mutter schließlich ins Krankenhaus eingeliefert wurde, versprach Billy, sich Gott zu widmen, wenn seine Mutter nicht sterben würde. Als Billy 17 Jahre alt war, erholte sich seine Mutter wieder und er wurde in der Kirche der Jünger Christi ordiniert.
1943 studierte er ein Jahr lang am Ozark Bible College, Bentonville, Arkansas. 1947 machte er sich zunehmend Sorgen über den Kommunismus. 1957 erhielt er seinen Bachelor of Arts vom Pikes Peak Bible Seminary und außerdem einen Abschluss in Theologie vom Burton College and Seminary in Colorado.
Er gründete 1950 die Organisation Christian Crusade und war in den 1950er Jahren mit Carl McIntire verbunden. Außerdem hatte er in den 1960er Jahren eine enge Beziehung zu dem zurückgetretenen Generalmajor der US-Armee Edwin Walker. Außerdem ging er seinen eigenen Weg in der Predigt zum Antikommunismus. 1957 entzog ihm die  Konfession der Jünger Christi weil er mit seinen antikommunistischen Predigten bei seinem „Kreuzzug“ andere Kirchen angriff. Bis zu diesem Zeitpunkt warb er in seinem Radioprogramm jährlich ca. 1 Million US-Dollar Spenden ein.
Im Jahre 1960 begann das FBI gegen Hargis zu ermitteln. Er wurde verdächtigt mit den Bombenanschlägen auf öffentliche Schulen in Little Rock verwickelt zu sein. Jedoch wurden keine Beweise gefunden und die Anklage dementsprechend fallengelassen. Am 31. Mai 1961 wurde er von der Bob Jones University mit einem Ehrendoktor der Rechtswissenschaft geehrt.

## Ehe und Familie
Hargis heiratete seine Frau Betty Jane Secrest 1951. Zusammen hatten sie drei Töchter und zwei Söhne. Billy James Hargis II (9. September 2013 gestorben), Bryan Joseph Hargis (im Säuglingsalter gestorben), Becky J. Frank, Bonnie Jane Choisnard und Brenda Jo Epperely. Außerdem hatte Hargis einen Enkel namens Billy James Hargis III (10. Mai 1985 geboren) der derzeit (Stand 9/22) in Houston, Texas lebt.

## Positionen und Tätigkeiten
Hargis glaubte, dass die Ereignisse der damaligen Zeit ein Kampf zwischen Christus und Satan seien. Für ihn waren die Vereinigten Staaten Christus und der Kommunismus der Satan. Hargis glaubte an Verschwörungsmythen was ihn glauben ließ, dass die Popkultur Ende der 1960er Jahre den Kommunismus fördere. Er war gegen Sexualerziehung und Kommunismus und setzte sich für die Rückkehr des Gebets und des Bibellesens in öffentlichen Schulen ein. Da er ein Mitglied der John Birch Society war, befürwortete er die Rassentrennung und beschuldigte sogar Martin Luther King Jr. kommunistisch erzogen worden zu sein.
Hargis widersetzte sich Billy Graham und unterstützte George Wallace bei den Präsidentschaftswahlen von 1968, teilweise wegen der Beziehungen Grahams mit dem republikanischen Kandidaten Richard Nixon. Zusammen mit seinem strikt antikatholischen Freund Carl McIntire war Billy James Hargis einer der einflussreichsten Personen in einer Bewegung die später unter dem Namen Altchristliche Rechte bekannt wurde.
1964 wurde der republikanische Senator Barry Goldwater von Hargis im Präsidentschaftswahlkampf unterstützt. Goldwater verlor jedoch die Wahlen und die Altchristlichen Rechte geriet in eine plötzliche Abwärtsspirale. Eine als Neue Christliche Rechte bekannte Bewegung wurde Ende der 1970er Jahre  nach dem Ende des Vietnamkrieges gegründet.

## Gründung von Institutionen
1950 wurde von Hargis der sogenannte „christliche Kreuzzug“ gegründet. 1964 wurde jedoch vom Internal Revenue Service erklärt, dass die Beteiligung von Hargis an politischen Angelegenheiten gegen die Bestimmung des Internal Revenue Code für religiöse Institutionen verstoße. Infolgedessen wurde dem christlichen Kreuzzug der Steuerbefreiungsstatus entzogen.
Mit Verbindungen zu Christian Crusade gründete Hargis das monatliche Christian Crusade Newspaper mit 55'000 Auflagen und außerdem noch das Weekly Crusade.
Außerdem wurde von Hargis die David Livingstone Missionary Fundation gegründet. Sie betrieb Krankenhäuser, Waisenhäuser, Lepradörfer, Krankenwagen und Missionsdienste in Südkorea, Hongkong, auf den Philippinen und in Afrika.
1971 wurde  von ihm das American Christian College in Tulsa gegründet. Dort wurden christliche Prinzipien gelehrt oder wie Hargis das Gelehrte selber beschreibt: Antikommunismus, Antisozialismus, Anti-Wohlfahrtsstaaten, Anti-Russland, Anti-China, wörtliche Interpretation der Bibel und Rechte der Staaten.
Wegen seiner Einstellung gegen die Liberalisierung der Abtreibungsgesetze nach Entscheidung des Obersten Gerichtshofes der Vereinigten Staaten in der Rechtssache Roe v. Wade gründete Hargis 1973 Americans Against Abortion deren Anführer David Noebel war.
Er gründete auch die Fernsehsendung namens Billy James Hargis und All-American Kids.

## Skandal
1971 musste Hargis als Schulleiter zurücktreten, weil er College-Studenten sexuell belästigt haben soll. Er wurde beschuldigt, mit zwei Schülern sexuelle Beziehungen geführt zu haben. Jedoch wurde nie eine Anklage gegen ihn erhoben. 1975 versuchte er wieder die Kontrolle über das College zurückzuerlangen. 1977 wurde das College schließlich geschlossen, da es insolvent war.
1976 zog sich Hargis auf eine Farm in Missouri zurück und arbeitete von dort aus weiter.

## Tod
In den letzten Jahren seines Lebens litt Hargis an der Alzheimer-Krankheit und erlitt mehrere Herzinfarkte. Er starb am 27. November 2004 mit 79 Jahren in einem Pflegeheim in Tulsa.

## Publikationen
1978 erschien sein erstes Buch The Depht Principle. Weitere Bücher von ihm sind The Federal Reserve Scandal (1984), My Great Mistake (1985) und Communist America: Must It Be! Mid Eighties Update (1986). Er ist Autor von über 100 Büchern.